# Рюле-Герштель, Алиса
Алиса Рюле-Герштель (нем. Alice Rühle-Gerstel; урождённая Герштель (нем. Gerstel); 24 марта 1894, Прага, Австро-Венгрия — 24 июня 1943, Мехико, Мексика) — немецкая писательница, деятельница движения за права женщин и психолог еврейского происхождения.

## Биография
Училась в лицее для девочек и пансионате в Дрездене, а затем в лицее и немецком педагогическом институте в Праге.
Во время Первой мировой войны служила на фронте медсестрой. В 1917—1921 годах изучала в Праге и Мюнхене литературоведение и философию. В 1921 году защитила докторскую диссертацию о Фридрихе Шлегеле. В том же году вышла замуж за ученика Альфреда Адлера, рэтекоммуниста Отто Рюле и вместе с Гретой Фантль создала «Дрезденский кружок марксистской индивидуальной психологии».
В 1924 году основала издательство Am andern Ufer — Dresden-Buchholz-Friedewald и начала выпускать ежемесячник Monatsblätter für sozialistische Erziehung.
Дружила с Миленой Есенской — чешской журналисткой, писательницей, переводчицей и одной из любовниц Франца Кафки.
В 1932 году супруги, предчувствуя приход нацистов к власти в Германии и сознавая, что в данном случае их безопасность будет под угрозой, переехали в Прагу. В следующем году их книги были включены нацистами в список книг, подлежащих сожжению (также в этот список попали все книги издательства Am andern Ufer).
С 1933 года работала в приложении для детей газеты Prager Tagblatt. Данный период её жизни, посвящённый поискам себя в родном городе, описан в её романе с элементами автобиографии «Перелом, или Ханна и свобода». 
В 1935 году Отто Рюле переехал в Мексику, где у него жили родственники; Рюле-Герштель приехала к нему в следующем году. Работала переводчицей в правительственном бюро, торговала журналами. Несмотря на дружеские отношения с Львом Троцким, Фридой Кало и Диего Риверой, она никогда не чувствовала себя в Мексике как дома. 24 июня 1943 года Отто Рюле скончался от инфаркта, и Рюле-Герштель в тот же день выбросилась из окна.

## Избранные сочинения
- Freud und Adler. Elementare Einführung in Psychoanalyse und Individualpsychologie. — Dresden, 1924.
- Der Weg zum Wir. Versuch einer Verbindung von Marxismus und Individualpsychologie. — Dresden, 1927.
- Das Frauenproblem der Gegenwart — Eine psychologische Bilanz. — Leipzig, 1932 (Nachdruck unter dem Titel «Die Frau und der Kapitalismus». — Frankfurt/Main, 1973).
- Der Umbruch oder Hanna und die Freiheit. — 1984.